# Camarosporium ilicis
Camarosporium ilicis är en svampart som beskrevs av Oudem. 1898. Camarosporium ilicis ingår i släktet Camarosporium, ordningen Botryosphaeriales, klassen Dothideomycetes, divisionen sporsäcksvampar och riket svampar.   Inga underarter finns listade i Catalogue of Life.